# Gymnasium Hohenbaden Baden-Baden
Das staatliche Gymnasium Hohenbaden ist ein humanistisches Gymnasium und liegt im Bäderviertel Baden-Badens in Baden-Württemberg. An der Schule unterrichten etwa 35 Lehrkräfte ungefähr 290 Schüler.

## Geschichte
1870 ließ die Stadtgemeinde das Schulgebäude errichten und das Gymnasium in der heutigen Form wurde als Schule mit Abiturprüfung gegründet.
Doch die Wurzeln der Schule reichen viel weiter zurück. Als erste Schule Baden-Badens mit dem Unterrichtsfach Latein kann das Gymnasium Hohenbaden seinen Ursprung bis ins Jahr 1453 zurückverfolgen, als ein Collegiatstift mit Seminaren gegründet wurde. Diese Lateinschule bestand etwa 200 Jahre lang. Anfang des 19. Jahrhunderts eröffnete man in Baden ein Lyzeum, welches allerdings 1808 nach Rastatt verlegt wurde. Von 1836 bis 1870 gab es in Baden nur eine höhere Bürgerschule. Diese wurde von 1870 bis 1876 zum neunjährigen Vollgymnasium ausgebaut.
Einer der bedeutendsten Schulleiter war der spätere badische Staatspräsident Leo Wohleb, der das Gymnasium während der Zeit des Nationalsozialismus von 1934 bis 1945 leitete. Es gelang ihm, die Schule und die ihm anvertrauten Schüler so gut es ging vom Einfluss der Nationalsozialisten fernzuhalten. Eine ihm zu Ehren vom Abiturjahrgang 1941 gestiftete Plakette bezeichnet ihn als „als aufrechter Pädagoge, als unbeugsamer Demokrat und als mutiger Verteidiger der humanistischen Ideale“. Von Juni 1943 bis Herbst 1944 wurden nachmittags in der Schule Schüler der Bismarck-Oberschule aus Dortmund unterrichtet, die im Rahmen der Kinderlandverschickung zusammen mit 13 Lehrern der Schule nach Baden-Baden ausquartiert worden waren.
Das Schulgebäude steht inzwischen unter Denkmalschutz. Hier findet heute nach wie vor der größte Teil des Unterrichts statt. Im September 2011 wurde die durch Spenden finanzierte Pausenterrasse gebaut. In Planung ist seit mehreren Jahren eine Erweiterung durch einen Neubau auf dem Dach der Vincenti-Parkgarage, die auf der gegenüberliegenden Straßenseite des Gymnasiums liegt. Das Projekt stockt jedoch, das Fertigstellungsdatum ist noch ungewiss.
Seit März 2015 trägt das Gymnasium den Titel Schule ohne Rassismus – Schule mit Courage.

## Bildungsangebot
Das Gymnasium Hohenbaden ist ein humanistisches Gymnasium mit einem altsprachlichen und neusprachlichen Profil sowie seit dem Schuljahr 2003/2004 mit einem naturwissenschaftlichen Profil. Als erste Schule in Baden führte das Hohenbaden im Schuljahr 1999/2000 das Biberacher Modell ein. Seither werden bereits in den fünften Klassen zwei Fremdsprachen, Latein und Englisch, unterrichtet. In der 8. Klasse kann zwischen dem Fach Naturwissenschaft und Technik, dem Fach Französisch und dem Fach Altgriechisch gewählt werden.
Das Gymnasium Hohenbaden ist als Europäisches Gymnasium anerkannt und verleiht Schülern, die die Voraussetzungen dazu erfüllt haben, mit dem Abiturzeugnis ein entsprechendes Zertifikat.
Seit 2013 verfügt das Gymnasium als einzige Schule Baden-Badens über ein sogenanntes „Selbstlernzentrum“ (SLZ), das von Schülern der Schule genutzt werden kann und von ihnen als SLZ-Mentoren mitgeleitet wird.
Im Fach Musik zeichnet sich die Schule durch das Hohenbadener Klassenorchestermodell und eine besondere Umsetzung des Musikmentoren-Programms aus. 2007 und 2014 wurden diese Modelle bundesweit prämiert.

## Internationale Kontakte
Das Gymnasium pflegt einen Schüleraustausch mit Schulen in Griechenland, Frankreich und Israel. Die Schulgemeinde unterstützt klassenübergreifend ein Bildungsprojekt in Nepal.

## Schulleiter
- 1876–1897: Franz Xaver Frühe
- 1897–1907: Josef Häussner
- 1907–1910: Adolf Büchle
- 1910–1918: Josef Neff
- 1918–1932: Friedrich Blum
- 1932–1934: Max Weber
- 1934–1945: Leo Wohleb
- 1945–1949: Albert Maichle
- 1949–1973: Gustav Ruf
- 1973–1993: Egon Messmer
- 1994–2004: Reinher Gassert
- 2004–2017: Jürgen Kempf
- 2017–2022: Timon Binder[9]
- seit 2022: Martin Müller[10][2]

## Bekannte Schüler
- Wilhelm Paulcke (1873–1949), Geologieprofessor und Lawinenforscher
- Johanna Geissmar (1877–1942), Ärztin
- Albert Kuntzemüller (1880–1956), Gymnasialprofessor,  Oberrealschuldirektor und Eisenbahnhistoriker[11]
- Hermann Fecht (1880–1952), Jurist, Verwaltungsbeamter und Politiker[11]
- Fritz Specht (1890–1972), HNO-Ordinarius in Erlangen
- Hermann Beuttenmüller (1881–1960), Jurist und Schriftsteller
- Erich von Prittwitz und Gaffron (1888–1969), Kulturfunktionär und Bäder- und Kurverwaltungsbeamter
- Franz Büchler (1904–1990), Schriftsteller und Bildender Künstler
- Hermann Brommer (1926–2012), Schullehrer und Kunsthistoriker
- Jens Lüdtke (1941–2019), Romanist und Sprachwissenschaftler
- Hans Wolf (* 1949), Übersetzer
- Rubina Möhring (1950–2022), Publizistin
- Michael Schmidt-Neke (* 1956), Historiker und Albanologe
- Eici Sonoda (1958–2015), Maler
- Kolja Lessing (* 1961), Pianist, Geiger, Komponist und Hochschullehrer
- Patrick Meinhardt (* 1966), Politiker (Freie Wähler (Partei), ehemals FDP)
- Maximilian Bergengruen (* 1971), Literatur- und Kulturwissenschaftler
- Kai Schumacher (* 1979), Pianist